# Championnat d'Azerbaïdjan de football 2020-2021
Navigation
Édition précédente Édition suivante
La saison 2020-2021 du Championnat d'Azerbaïdjan de football est la vingt-neuvième édition de la première division en Azerbaïdjan. Les huit meilleurs clubs du pays sont regroupés au sein d'une poule unique où ils s'affrontent quatre fois, deux fois à domicile et deux fois à l'extérieur. En fin de saison, le dernier du classement est relégué et remplacé par le champion de deuxième division.
Lors de cette saison, Qarabağ FK défend son titre face à 7 autres équipes.
Trois places qualificatives pour les compétitions européennes sont attribuées par le biais du championnat (1 place au premier tour de qualification de la Ligue des champions 2021-2022 et 2 places au premier tour de qualification de la Ligue Europa Conférence 2021-2022). Une autre place qualificative pour la Ligue Europa Conférence sera garantie au vainqueur de la Coupe d'Azerbaïdjan.
Le FK Neftchi Bakou remporte son 9e titre à l'issue de la dernière journée, en battant son dauphin, le Qarabağ FK.

## Participants
Légende des couleurs
- Premier tour de qualification de la Ligue des champions 2020-2021
- Premier tour de qualification de la Ligue Europa 2020-2021

| Club          | Se maintient depuis | Classement 2019-2020 | Stade                              | Capacité théorique |
| ------------- | ------------------- | -------------------- | ---------------------------------- | ------------------ |
| Qarabağ FK    | 1992                | 1                    | Azersun Arena                      | 5 800              |
| Neftchi Bakou | 1992                | 2                    | Bakcell Arena                      | 11 000             |
| Keşla FK      | 1999                | 3                    | Inter Arena                        | 8 125              |
| FK Sumgayit   | 2011                | 4                    | Kapital Bank Arena                 | 1 500              |
| Zirə FK       | 2015                | 5                    | Zira Olympic Sport Complex Stadium | 1 500              |
| Sabah FC      | 2019                | 6                    | Alinja Arena                       | 13 000             |
| Sabail FK     | 2018                | 7                    | Stade Bayil                        | 5 000              |
| FK Qabala     | 2006                | 8                    | Gabala City Stadium                | 2 000              |

## Compétition

### Classement
Le classement est calculé avec le barème de points suivant : une victoire vaut trois points, le match nul un. La défaite ne rapporte aucun point.
En cas d'égalité de points les critères sont : 
1. le plus grand nombre de points en confrontation directe;
2. la différence de but dans les confrontations directes ;
3. plus grand nombre de buts ;
4. plus grand nombre de buts à l'extérieur dans les confrontations directes ;
5. plus grande différence de buts générale ;
6. plus grand nombre de buts marqués

| Rang | Équipe           | Pts | J  | G  | N  | P  | Bp | Bc | Diff |
| ---- | ---------------- | --- | -- | -- | -- | -- | -- | -- | ---- |
| 1    | FK Neftchi Bakou | 59  | 28 | 18 | 5  | 5  | 47 | 25 | +22  |
| 2    | Qarabağ FK T     | 57  | 28 | 16 | 9  | 3  | 64 | 18 | +46  |
| 3    | FK Sumgayit      | 39  | 28 | 10 | 9  | 9  | 30 | 31 | -1   |
| 4    | Zirə FK          | 38  | 28 | 8  | 14 | 6  | 28 | 28 | 0    |
| 5    | Sabah FC         | 29  | 28 | 7  | 8  | 13 | 28 | 38 | -10  |
| 6    | Keşla FK C       | 26  | 28 | 5  | 11 | 12 | 25 | 40 | -15  |
| 7    | FK Qabala        | 26  | 28 | 5  | 11 | 12 | 23 | 44 | -21  |
| 8    | Sabail FK        | 24  | 28 | 5  | 9  | 14 | 21 | 42 | -21  |

Légende
- 1er : Qualification pour le premier tour de qualification de la Ligue des champions 2021-2022
- C, 2e et 3e : Qualification pour le deuxième tour de qualification de la Ligue Europa Conférence 2021-2022

Abréviations
- T : Tenant du titre
- C : Vainqueur de la Coupe d'Azerbaïdjan 2020-2021

## Tableau d'honneur
| Championnat d'Azerbaïdjan de football 2020-2021                        |                             |
| Champion                                                               | FK Neftchi Bakou (9e titre) |
| Dauphin                                                                | Qarabağ FK                  |
| Coupes et trophées                                                     |                             |
| Vainqueur de la Coupe d'Azerbaïdjan 2020-2021                          | Keşla FK                    |
| Qualifications continentales                                           |                             |
| Ligue des champions 2021-2022                                          | FK Neftchi Bakou            |
| Ligue Europa Conférence 2021-2022                                      | Keşla FK                    |
| Ligue Europa Conférence 2021-2022                                      | Qarabağ FK                  |
| Ligue Europa Conférence 2021-2022                                      | FK Sumgayit                 |
| Promotions et relégations                                              |                             |
| Promus en Championnat d'Azerbaïdjan de football                        | Aucun                       |
| Relégués en Championnat d'Azerbaïdjan de football de deuxième division | Aucun                       |